# Roberto Rodríguez (director de cine mexicano)
Roberto Rodríguez Ruelas (Ciudad de México, 7 de enero de 1909-ibídem, 4 de enero de 1995) fue un director de cine mexicano.
Los hermanos Roberto y José de Jesús Rodríguez Ruelas trabajaban en Hollywood como ingenieros de sonido en 1931, cuando el presidente de México Pascual Ortiz Rubio, en una visita oficial a la ciudad de Los Ángeles, habiendo escuchado hablar de su trabajo, los invitó personalmente a regresar a México para filmar películas sonoras usando el sistema de sonido de los propios hermanos.

## Filmografía
- Dicen que soy mujeriego (1949)
- Las dos huerfanitas (1950)
- Baile mi rey (1951)
- ¡Yo soy gallo dondequiera! (1953)
- ¡Lo que no se puede perdonar! (1953)
- Diario de una madre (1956)[2]
- Las nenas del siete (1957)
- El gato con botas (1961)[3]
- La bandida (1963)[4]